# Panthayupproret

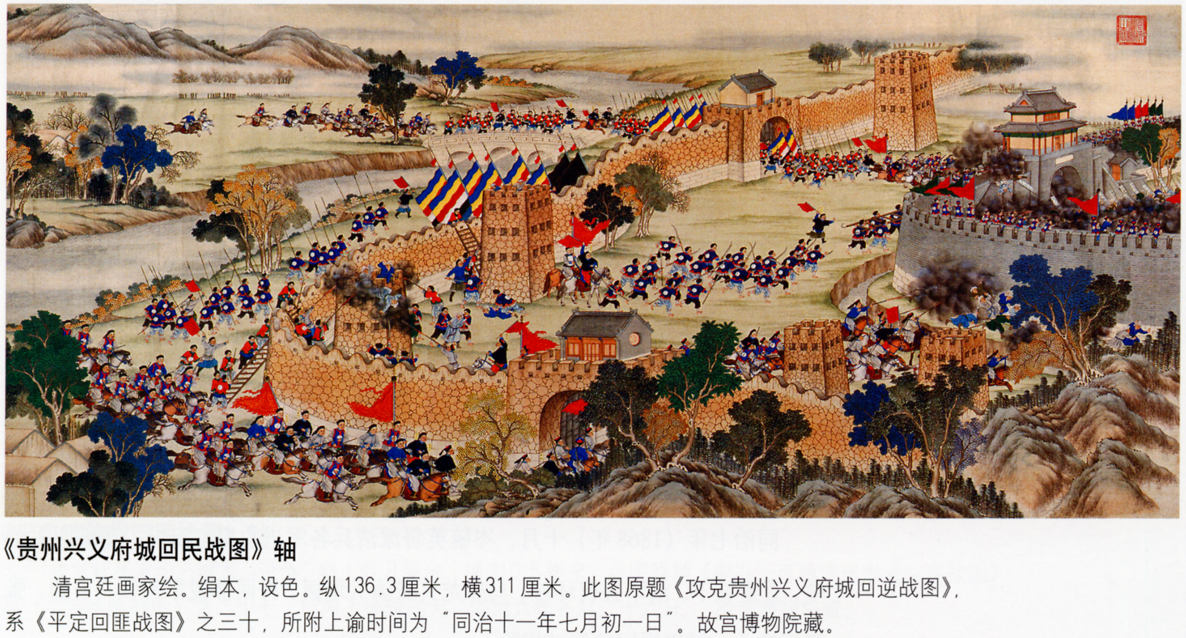
Qingtruppernas återerövring av Xingyi under Panthayupproret, 1872.

Panthayupproret, även känt som Du Wenxiu-upproret (杜文秀起義), utbröt i Yunnan 1855 och avskar för några år alldeles förbindelsen mellan Kina och denna provins, vars västra del då gjorde sig till ett självständigt rike.
Upprorsmännen,
vanligen kända under det burmanska namnet panthay,
utgjordes dels av en del av muslimska huikineser,
dels även av buddistiska och daoistiska hankineser
samt lolo, bai och miao. Upproret hade en obetydlig orsak, tvist mellan gruvarbetare av olika religion och stammar, men vann snabb utbredning. Upprorsmännens ledare, Du Wenxiu,
erövrade, hela västra Yunnan och antog 1867 konungatitel samt gjorde Dali till sin huvudstad, men blev slutligen besegrad
1872.
Det våldsamma kriget, som åtföljdes av hungersnöd och sjukdomar och som kostade strömmar av blod, bröt alldeles Yunnans välstånd, och dess spår tog årtionden att undaröja. Bl. a. skall under denna tid spetälskan ha inträngt i Yunnan,
där den ännu är mycket vanlig.